# Tamti
Tamti (en népalais : ताम्ती) est un comité de développement villageois du Népal situé dans le district de Jumla. Au recensement de 2011, il comptait 4 478 habitants.